# إغيل بوشن

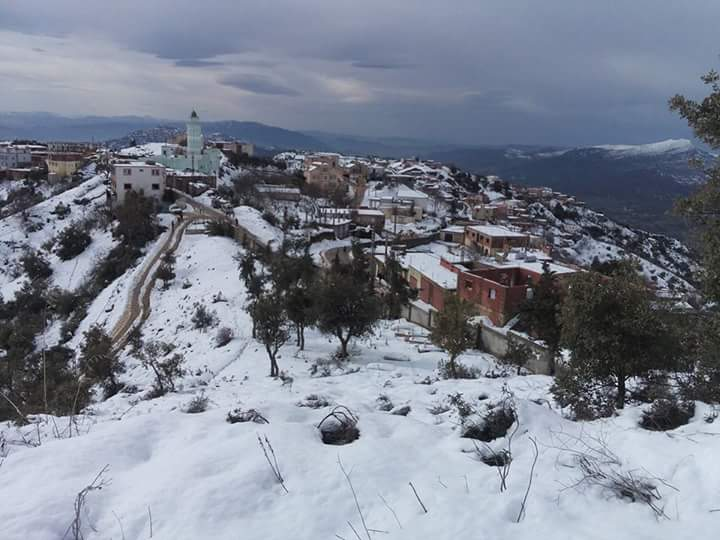
قرية اغيل بوشن بردائها الابيض.

إغيل بوشن هي قرية جبلية تابعة لبلدية آيت عيسى ميمون دائرة واقنون ولاية تيزي وزو الجزائرية وتقع القرية على بعد 15كلم شرق مدينة تيزي وزو التي هي أيضا تقع على بعد 120 على الجزائر وهذه القرية تطل علي السلسلة الجبلية جرجرة من الجنوب وجد قريبة إلى البحر الابيض المتوسط شمالا بحوالي 35كلم ومن حيث السكان فهي قليلة. ملاحظة: كانت القرية في زمن الفتوحات تحت حكم آل بوجلطية "بوجلطية".

## الموقع والطقس

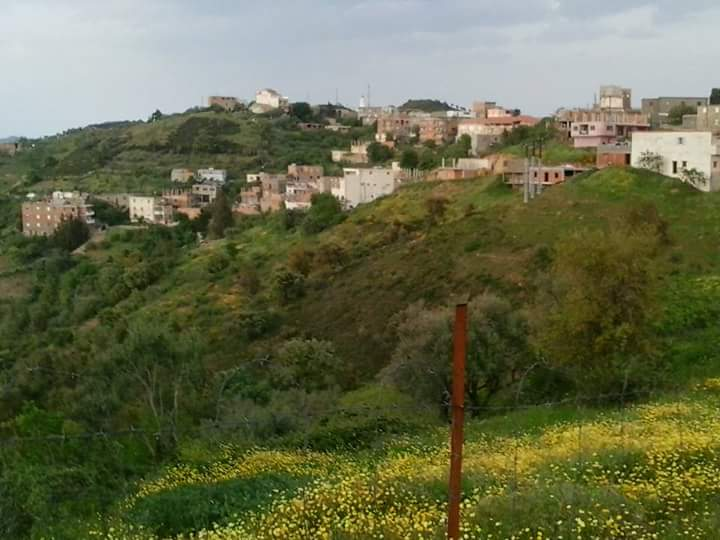
قرية اغيل بوشن في الربيع.

تقع قرية إغيل بوشن في بلدية آيت عيسى ميمون بدائرة واقنون ضمن ولاية تيزي وزو وهي من أهم القري في هذه البلدية.و يتواجد فيها طابعان للبناء الاوربي والامازيغي ويتكلم سكانها الامازيغية باللهجة القبائلية ;و اغلبهم يتقنون العربية والفرنسية.
إغيل بوشن تقع في منطقة المناخ المتوسطي. بسبب الجبال التي تحيط بالقرية وهي بحد ذاتها قرية جبلية يبلغ ارتفاعها 801م، تساقط الثلوج كل عام في فصل الشتاء. في الصيف، يمكن للحرارة أن تكون خانقة كما أن هذه القرية تتاثر بمناخين مناخ جبال جرجرة من الجنوب والبحر المتوسط شمالا.

## الثقافة
اللهجة الشائعة في هذه المنطقة هي القبائلية وما بقي من عادات الاجداد ما يسمي بالوزيعة أو ثيمشرط.

## النقل
قرية إغيل بوشن لديها شبكة طرق مهترئة في طور الإنجاز مع شبكة نقل مع انعدام الازدحام فيها.

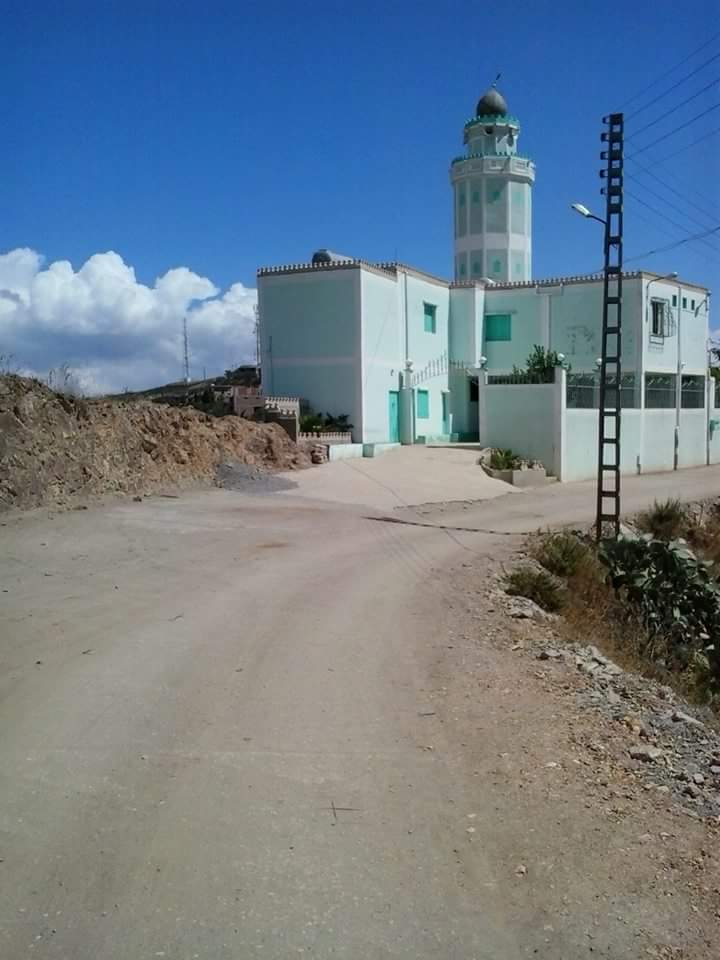
مسجد قرية اغيل بوشن.